# Slang (musikalbum)
Slang är bandet Def Leppards sjätte studioalbum, utgivet 1996.

## Låtlista
1. "Truth?" - 3:01
2. "Turn to Dust" - 4:22
3. "Slang" - 2:38
4. "All I Want Is Everything" - 5:20
5. "Work It Out" - 4:50
6. "Breathe a Sigh" - 4:07
7. "Deliver Me" - 3:04
8. "Gift of Flesh" - 3:48
9. "Blood Runs Cold" - 4:27
10. "Where Does Love Go When It Dies" - 4:05
11. "Pearl of Euphoria" - 6:22